# 85 Bateria Artylerii Przeciwlotniczej Motorowa Typ B
Bateria motorowa artylerii przeciwlotniczej typ B nr 85 – pododdział artylerii przeciwlotniczej Wojska Polskiego II RP.

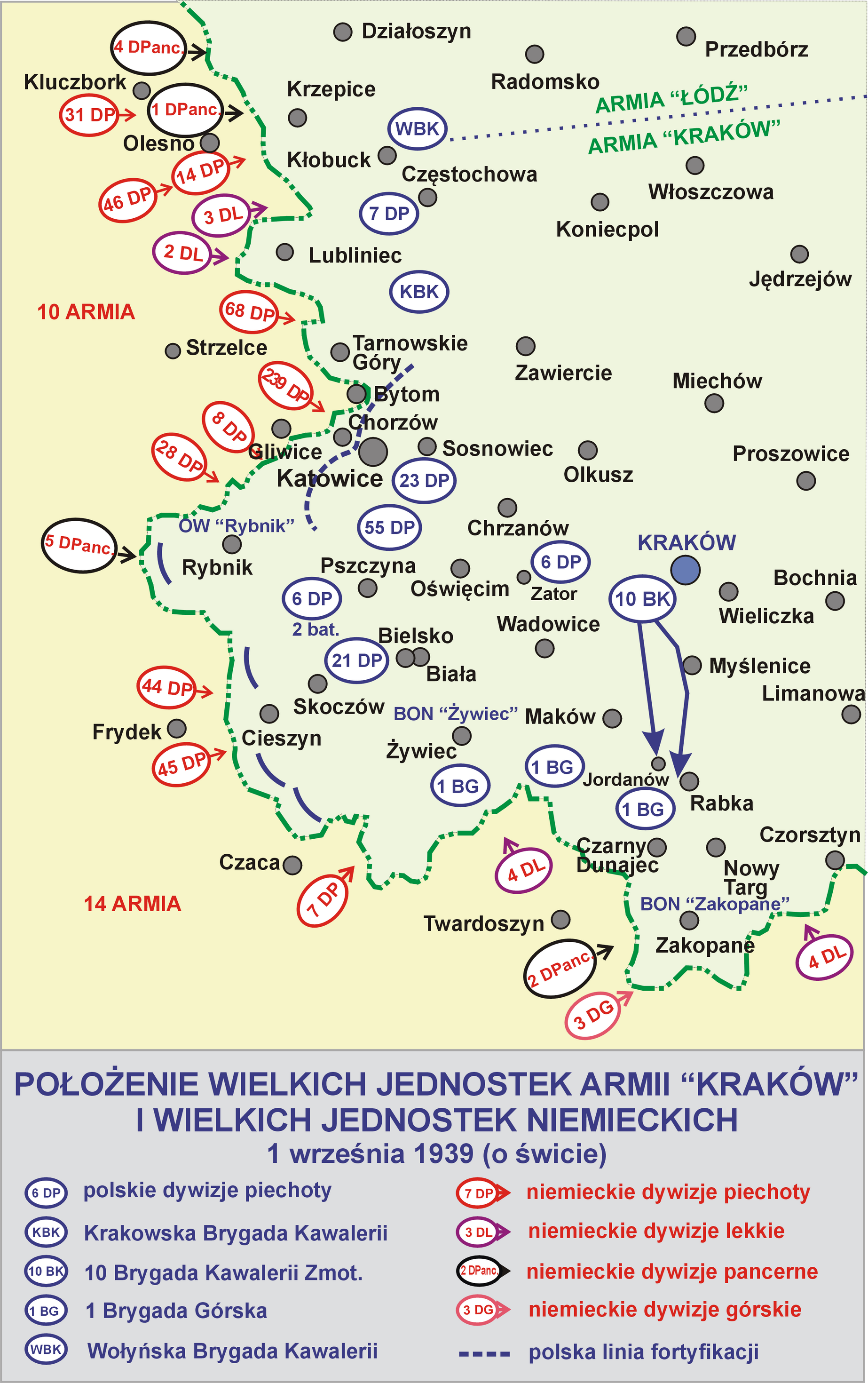
Rejon walk baterii

Bateria nie występowała w organizacji pokojowej wojska. Została zmobilizowana, zgodnie z planem mobilizacyjnym „W”, w dniach 24–25 sierpnia 1939 roku w garnizonie Kraków przez 5 dywizjon artylerii przeciwlotniczej, jako organiczna jednostka artylerii Krakowskiej Brygady Kawalerii. Pododdział uzbrojony był w dwie 40 mm armaty przeciwlotnicze wzór 1936.

## Organizacja i obsada personalna baterii
- dowódca – ppor. Stanisław Antoni Skowroński
- dowódca 1 plutonu – ppor. Romuald Boniecki
- dowódca 2 plutonu – por. rez. Kazimierz Korczyński
- szef baterii – NN